# Convenzione di Sintra

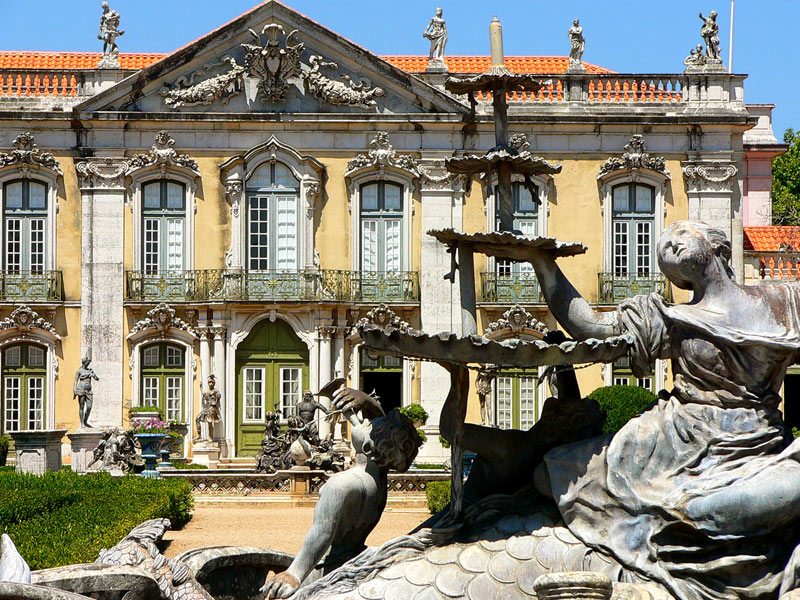
Il Palazzo Nazionale di Queluz, ove fu firmata la Convenzione di Sintra

La Convenzione di Sintra fu un accordo firmato il 30 agosto 1808 nel corso della guerra d'indipendenza spagnola. Con questo accordo all'esercito francese sconfitto fu consentita l'evacuazione via mare dal Portogallo su navi inglesi, senza ulteriori combattimenti.

## Antefatti
Con il Trattato di Fontainebleau fra Spagna e Francia, firmato nella cittadina francese di Fontainebleau il 27 ottobre 1807, la Francia imperiale e la Spagna si accordarono per occupare il Portogallo, suddividendolo in tre parti. Il rifiuto del principe reggente portoghese Giovanni VI di aderire al Blocco continentale ed addirittura il fatto che consentisse alla flotta militare britannica di usare i propri porti sull'Atlantico come basi di appoggio per le operazioni inglesi nel Mediterraneo, consistenti prevalentemente nel blocco dei porti francesi di Tolone e Marsiglia, accelerò gli eventi.
Napoleone I inviò un esercito nella penisola iberica, al comando del generale Junot con il compito di invadere il Portogallo. Allo stesso tempo il generale Dupont ed il maresciallo Soult, ciascuno con un proprio esercito, furono inviati in direzione rispettivamente di Cadice e La Coruña. Lisbona venne occupata dalle truppe dello Junot il 1º dicembre, ma il tentativo di catturare anche la famiglia reale portoghese fallì grazie all'intervento della flotta inglese agli ordini dell'ammiraglio William Sidney Smith, che permise a Giovanni VI del Portogallo di rifugiarsi in Brasile.
I litigi all'interno della famiglia reale spagnola (Carlo IV contro il figlio Ferdinando VII) diedero a Napoleone il pretesto di occupare la Spagna imponendo il secondo come re e deportando Carlo IV con la famiglia a Compiègne. Ciò provocò la sollevazione contro i francesi da parte della maggioranza degli spagnoli. Se l'esercito francese riuscì a controllare la situazione, nel sud della Spagna la sconfitta del generale Dupont a Bailén ad opera del comandante spagnolo Francisco Javier Castaños, primo duca di Bailén, mise in crisi l'intero piano francese e segnò il primo tracollo della potente macchina bellica napoleonica.
Il 18 giugno 1808 ebbe inizio la sollevazione popolare portoghese contro le truppe di Junot e ad agosto 1808 forze britanniche sbarcarono in Portogallo sotto il comando del maggior-generale lord Wellington. Il 21 agosto, gli anglo-portoghesi sconfissero a Vimeiro le forze francesi al comando del generale Junot, che, privo di rifornimenti, incalzato da portoghesi ed inglesi e non potendo contare sull'aiuto delle truppe francesi impegnate in Spagna, capitolò, trattando abilmente la resa.

## La Convenzione
Poco dopo la battaglia di Vimeiro erano giunti in Portogallo dall'Inghilterra i generali Sir Harry Burrard, 1º baronetto di Lymington (1755-1813), che prese il comando dell'armata inglese, essendo più anziano di lord Arthur Wellesley, e che il giorno successivo venne rimpiazzato nel comando dall'ancor più anziano generale Sir Hew Dalrymple, 1º baronetto di High Mark (1750-1830), anche lui giunto colà, ma il giorno successivo. La decisione finale non spettava più al vincitore di Vimeiro, ma a due generali più anziani.
Il piano di Wellington era quello di assumere il controllo di Torres Vedras per tagliare la ritirata ai francesi utilizzando le truppe della riserva non ancora utilizzate in battaglia, ed annientare il corpo di spedizione francese di Junot, entrando in Lisbona. Ma i due generali più anziani, restii a correre rischi e poco esperti della guerra che si stava colà combattendo, si opposero a questo piano, preferendo trattare la resa dei francesi. Una trattativa preliminare condotta il 23 agosto da Sir Hew Dalrymple con il generale francese François Étienne Kellermann, portò alla Convenzione.
Dalrymple concesse ai francesi condizioni simili a quelle che una guarnigione a difesa di una fortezza assediata può ottenere in caso di resa. L'accordo consentiva ai francesi di evacuare il Portogallo senza ulteriori combattimenti: 20.900 soldati, compresi gli ufficiali, cui veniva lasciato l'intero equipaggiamento e le proprietà personali (in gran parte costituite da beni frutto dei saccheggi compiuti nel paese), sarebbero stati imbarcati su navi della marina militare inglese che li avrebbero sbarcati nel porto francese sull'Atlantico di Rochefort (ove il generale Junot sarebbe poi sbarcato il giorno 21 ottobre). La Convenzione venne sottoscritta nel Palazzo di Queluz, nell'omonima città dell'attuale municipalità di Sintra, con il dichiarato dissenso del generale Arthur Wellesley, che non sottoscrisse la Convenzione ma solo gli accordi preliminari di armistizio, obbedendo agli ordini di un superiore.

## Conseguenze
Nel Regno Unito l'accordo firmato con la Convenzione venne percepito come una disgrazia, la concessione gratuita di condizioni eccezionalmente favorevoli ad un esercito sconfitto, che trasformava così la sua disfatta in un'onorevole ritirata. I francesi, a fronte del danno d'immagine relativo ad un rientro in patria sulle navi del nemico dell'Impero più accanito, ebbero il vantaggio di poter recuperare, nonostante una severa sconfitta, un'armata intera, ben preparata ed addestrata, e con essa generali di indubbie capacità ed esperienza quali il Junot ed il Kellermann, il che superava di gran lunga lo svantaggio propagandistico subìto.
Burrard, Dalrymple e Wellesley furono richiamati quindi in patria per rispondere del loro operato in un'inchiesta ufficiale sul medesimo. Questa ebbe luogo nella Great Hall del Royal Hospital di Chelsea dal 14 novembre al 27 dicembre del 1808. Tutti e tre i generali vennero prosciolti, ma mentre a sir Arthur Wellesley venne riassegnato il comando delle operazioni belliche nella penisola iberica, gli altri due vennero messi in quiescenza senza clamore e non venne loro più affidato alcun incarico militare operativo.

## La Convenzione di Sintra in letteratura
Lord Byron si duole per la firma della Convenzione nel suo Childe Harold's Pilgrimage:
Britannia sickens, Cintra! at thy name; 

And folks in office at the mention fret, 

And fain would blush, if blush they could, for shame.

How will posterity the deed proclaim!

Will not our own and fellow-nations sneer,

To view these champions cheated of their fame,

By foes in fight o'erthrown, yet victors here, 

Where Scorn her finger points, through many a coming year?»
(Lord George Gordon Byron, Childe Harold's Pilgrimage)
The Convention of Cintra è anche un pamphlet scritto dal futuro Poet Laureate William Wordsworth nel 1808.